# 岩無鰾石首魚
岩無鰾石首魚為輻鰭魚綱鱸形目鱸亞目石首魚科的其中一種，分布西大西洋區，從美國麻州至墨西哥猶加敦半島海域，體長可達46公分，棲息在沙泥底質的沿海及海灣、河口區，屬肉食性，以蠕蟲、甲殼類等為食，可做為食用魚及遊釣魚。